# 廣南省
广南省（越南语：／）是原越南中南部沿海地区的一个省，省莅為三岐市。广南省一共有2处世界文化遗产——会安古镇和美山圣地。

## 地理
广南省地处越南中部，沿国道1号北距首都河内市820公里、岘港市60公里，南距胡志明市900公里。北邻顺化市和岘港市，南接广义省和昆嵩省，西靠老挝塞公省，东临南中国海。
广南省总自然面积为10,438平方公里。地形自西向东逐步降低，并分为三个区域：西部山区、中部过渡带、东部滨海平原。地处热带季风气候区域，年平均气温超过25℃，年平均降水量达2,000-2,500毫米，其中超过70%的降水发生在10月-12月雨季。
常绿阔叶热带森林是广南省主要生态类型。广南森林潜力巨大，但由于长期过度开采，原始森林面积较小。

## 历史

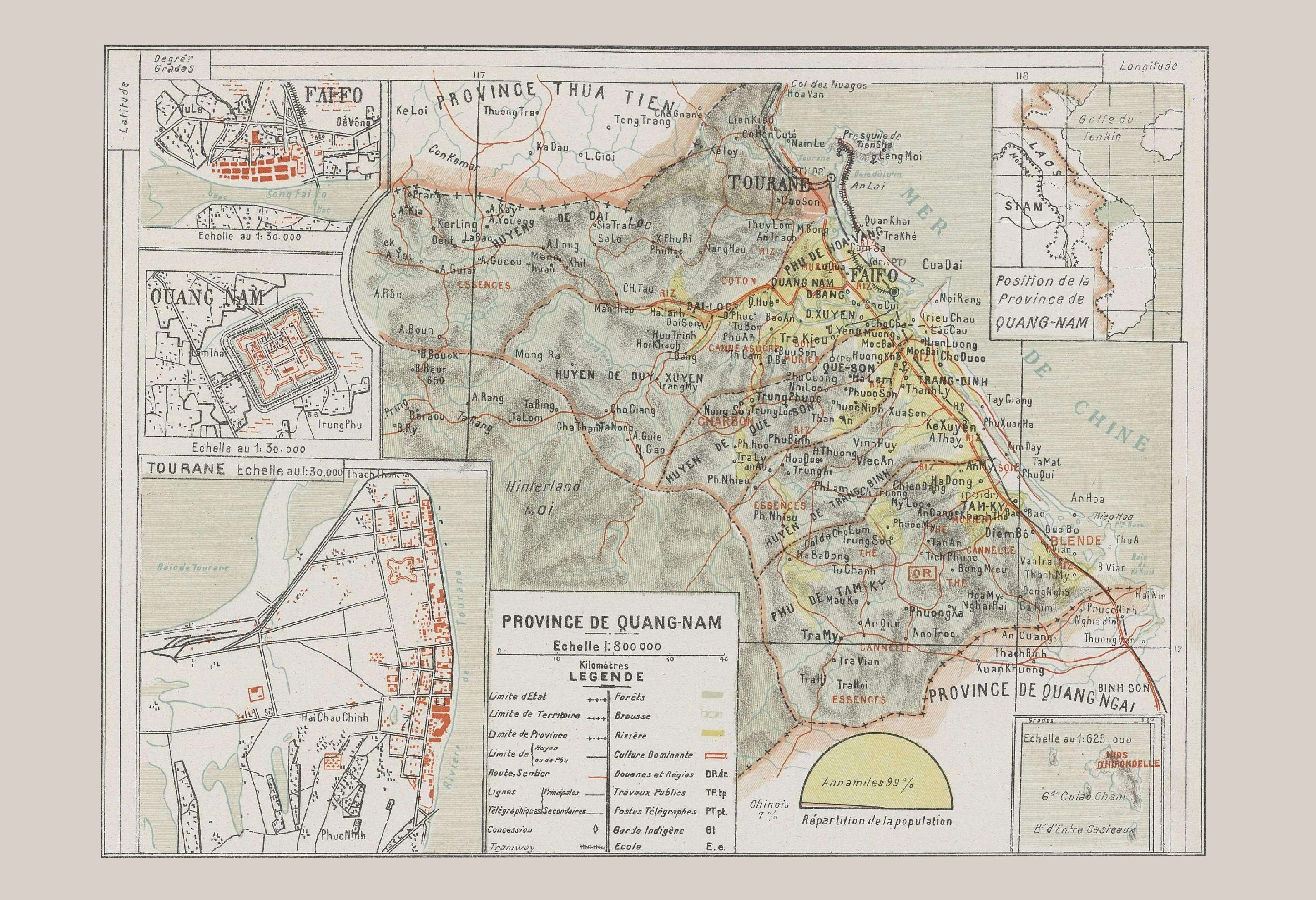
法属印度支那时期的廣南省地图

1976年2月，广信省（广南省）、广南省（广沱省）和岘港市社（岘港市）合并为广南-岘港省。广南省区域包括会安市社、三岐市社、北三岐县、南三岐县、奠磐县、大禄县、潍川县、桂山县、升平縣、仙福县、福山县、茶眉县、江县、轩县2市社12县。
1976年11月20日，三岐市社、北三岐县和南三岐县合并为三岐县。
1979年3月13日，茶眉县1社划归三岐县管辖。
1981年9月23日，仙福县1社划归茶眉县管辖。
1983年12月3日，三岐县分设为三岐市社和成山县。
1985年12月31日，广南-岘港省升平縣、桂山县和福山县析置合德县。
1996年11月6日，广南-岘港省分设为广南省和直辖岘港市；广南省下辖会安市社、三岐市社、奠磐县、大禄县、潍川县、桂山县、升平縣、合德县、成山县、仙福县、福山县、茶眉县、江县、轩县2市社13县，省莅三岐市社。
1999年8月16日，江县更名为南江县。
2003年6月20日，轩县分设为东江县和西江县，茶眉县分设为北茶眉县和南茶眉县。
2005年1月5日，三岐市社析置富宁县。
2005年10月26日，三岐市社被评定为三级城市。
2006年4月3日，会安市社被评定为三级城市。
2006年9月29日，三岐市社改制为三岐市。
2008年1月29日，会安市社改制为会安市。
2008年4月8日，桂山县析置农山县。
2015年3月11日，奠磐县改制为奠磐市社。
2016年2月5日，三岐市被评定为二级城市。
2024年10月24日，越南国会常务委员会通过决议，自2025年1月1日起，农山县并入桂山县。
2025年7月1日和峴港市合併後走入歷史。

## 行政區劃
廣南省下轄2市1市社14縣，省莅三岐市。
- 三岐市（Thành phố Tam Kỳ）
- 會安市（Thành phố Hội An）
- 奠磐市社（Thị xã Điện Bàn）
- 北茶眉縣（Huyện Bắc Trà My）
- 濰川縣（Huyện Duy Xuyên）
- 大祿縣（Huyện Đại Lộc）
- 東江縣（Huyện Đông Giang）
- 合德縣（Huyện Hiệp Đức）
- 南江縣（Huyện Nam Giang）
- 南茶眉縣（Huyện Nam Trà My）
- 成山縣（Huyện Núi Thành）
- 富寧縣（Huyện Phú Ninh）
- 福山縣（Huyện Phước Sơn）
- 桂山縣（Huyện Quế Sơn）
- 西江縣（Huyện Tây Giang）
- 升平縣（Huyện Thăng Bình）
- 仙福縣（Huyện Tiên Phước）

## 外部連結
- 广南省电子信息门户网站 （页面存档备份，存于）（越南文）